# Mulchatna River
Der Mulchatna River ist ein 260 Kilometer langer linker Nebenfluss des Nushagak River im Südwesten des US-Bundesstaats Alaska.

## Verlauf
Sein Quellgebiet befindet sich am Turquoise Lake im Lake-Clark-Nationalpark. Der Mulchatna River fließt südwestwärts und mündet bei Koliganek, 105 Kilometer nordöstlich von Dillingham, in den Nushagak River.

## Tourismus
Der bis ins frühe 20. Jahrhundert von den Dena'ina genutzte Telaquana Trail zwischen dem Telaquana Lake und dem Village Kijik am Lake Clark verläuft teilweise entlang des Mulchatna Rivers. Heute ist der Pfad ein Wanderweg für Rucksacktouristen.

## Naturschutz
Die ersten 39 Kilometer des Mulchatna Rivers innerhalb des Nationalparks wurden 1980 durch den Alaska National Interest Lands Conservation Act als National Wild and Scenic River unter der Verwaltung des National Park Service ausgewiesen.